# Яшты
Яшты — часть Авесты, представляющая собой гимны Ахура-Мазде и язатам. В тексте содержится проклятие Ариману, дэвам, пери, колдунам, тиранам и волкам. Текст содержит ряд легенд борьбы иранцев (Траэтаона, Хаосрава) с туранцами-дэвопочитателями (Ваэсака, Франграсьян). Много места уделено водам Аредви Суры Анахиты, текущих с горы Хукаирья в море Воурукаша.